# Кассола
Кассола (итал. Cassola) — коммуна в Италии, располагается в провинции Виченца области Венеция.
Население составляет 13 309 человек (на 2005 г.), плотность населения составляет 1023,27 чел./км². Занимает площадь 12,72 км². Почтовый индекс — 36022. Телефонный код — 0424.
Покровителями коммуны почитаются святой апостол и евангелист Марк, праздник ежегодно празднуется 25 апреля, и святой Иосиф Обручник, празднование 19 марта.